# Johann Radon

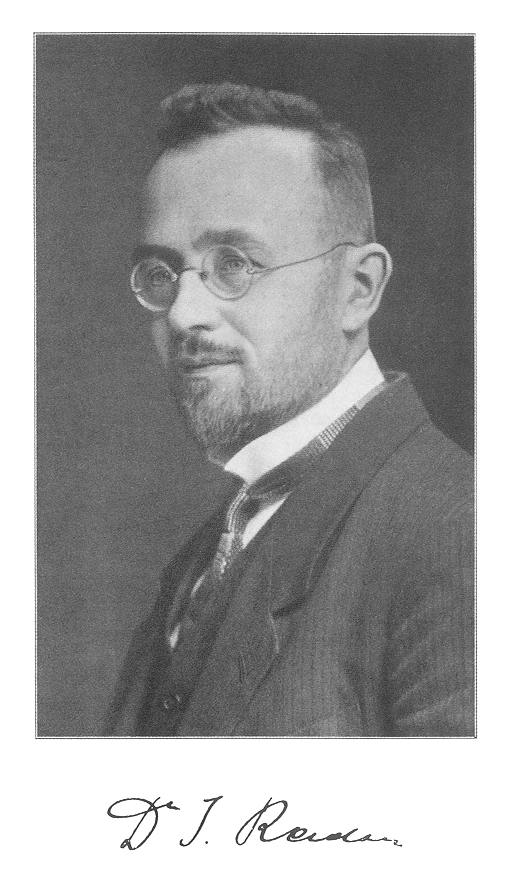
Johann Radon rond 1920

Johann Karl August Radon (Tetschen, Bohemen, Oostenrijk-Hongarije, 16 december 1887 – Wenen, 25 mei 1956) was een Oostenrijkse wiskundige.

## Werk
Radon staat bekend om een aantal belangrijke, naar hem genoemde bijdragen aan de wiskunde, waaronder:
- Zijn deel in de stelling van Radon-Nikodym.
- Het concept van de Radon-maat, een maat als lineaire functionaal.
- De stelling van Radon.